# Boletopsis
Boletopsis Fayod (szaraczek) – rodzaj grzybów z rodziny kolcownicowatych (Bankeraceae).

## Charakterystyka
Grzyby naziemne kapeluszowe o kolczastym hymenoforze. Owocniki roczne, mięsiste, o trzonie bocznym lub centralnym. Powierzchnia gładka do drobno łuszczącej się, o barwie od szarej do szarobrunatnej. System strzępkowy monomityczny; strzępki generatywne ze sprzążkami, delikatnie cienkościenne, o dużej zmienności średnicy. Bazydiospory ornamentowane, szkliste do bardzo bladobrązowawych, w odczynniku Melzera nieamyloidalne i niedekstrynoidalne. Grzyby mykoryzowe. Wysyp zarodników biały. Eksykaty mają korzenny zapach.

## Systematyka i nazewnictwo
Pozycja w klasyfikacji: Bankeraceae, Thelephorales, Incertae sedis, Agaricomycetes, Agaricomycotina, Basidiomycota, Fungi (według Index Fungorum).
Nazwę polską podał Feliks Teodorowicz w 1933 r., Stanisław Domański używał nazwy boletek.
Gatunki występujące w Polsce:
- Boletopsis grisea (Peck) Bondartsev & Singer 1941 – szaraczek sosnowy
- Boletopsis leucomelaena (Pers.) Fayod 1889 – szaraczek świerkowy

Nazwy naukowe na podstawie Index Fungorum. Wykaz gatunków i nazwy polskie według Władysława Wojewody.